# Суперкубок Миколаївської області з футболу
Суперку́бок Миколаївської області з футбо́лу розігрують між собою чемпіон та володар кубка Миколаївської області з футболу. Перший кубок було розіграно в 2002 році. Проводиться під егідою Асоціації футболу Миколаївської області.

## Результати
| Рік  | Переможець                      | Фіналіст                        | Рахунок        |
| ---- | ------------------------------- | ------------------------------- | -------------- |
| 2002 | «Колос» (с. Степове)            | «Водник» (м. Миколаїв)          | 0:0 (пен. ?:?) |
| 2003 | «Колос» (с. Степове)            | «Славія» (м. Баштанка)          | 1:0            |
| 2004 | «Славія» (м. Баштанка)          | «Колос» (с. Степове)            | 3:1            |
| 2005 | «Колос» (с. Степове)            | «Торпедо» (м. Миколаїв)         | 2:0            |
| 2006 | «Торпедо» (м. Миколаїв)         | «Колос» (с. Степове)            | 1:0            |
| 2007 | «Торпедо» (м. Миколаїв)         | ФК «Воронівка» (с. Воронівка)   | 0:0 (пен. 5:4) |
| 2008 | «Торпедо» (м. Миколаїв)         | ФК «Воронівка» (с. Воронівка)   | 0:0 (пен. 3:0) |
| 2009 | ФК «Воронівка» (с. Воронівка)   | ФК «Казанка» (смт Казанка)      | 1:0            |
| 2010 | «Торпедо» (м. Миколаїв)         | «Тепловик» (м. Южноукраїнськ)   | 5:0            |
| 2011 | «Торпедо» (м. Миколаїв)         | «Тепловик» (м. Южноукраїнськ)   | 1:1 (пен. 3:2) |
| 2012 | «Торпедо» (м. Миколаїв)         | «Енергія» (м. Миколаїв)         | 1:0            |
| 2013 | «Торпедо» (м. Миколаїв)         | МФК «Первомайськ» (Первомайськ) | 2:1            |
| 2014 | ФК «Степове» (Степове)          | «Торпедо» (м. Миколаїв)         | +:-            |
| 2015 | ФК «Врадіївка» (Врадіївка)      | «Автолокомотив» (Южноукраїнськ) | 5:1            |
| 2016 | ФК «Врадіївка» (Врадіївка)      | МФК «Первомайськ» (Первомайськ) | 1:0            |
| 2017 | МФК «Первомайськ» (Первомайськ) | «Ліцей» (Казанка)               | 7:1            |
| 2018 | МФК «Первомайськ» (Первомайськ) | «Люкс-Агро» (Нова Одеса)        | 6:2            |
| 2019 | МФК «Первомайськ» (Первомайськ) | «Варварівка» (Миколаїв)         | 2:1            |